# Futebol Clube Rio Pardo
O Futebol Clube Rio Pardo é um clube de futebol brasileiro, da cidade de Rio Pardo, no Rio Grande do Sul. O clube foi o primeiro time profissional da cidade de Rio Pardo (RS), foi fundado em 27 de novembro de 2008.
Em 2009 participou da segunda divisão do campeonato gaúcho e posteriormente da Copa FGF, também chamada de Copa Arthur Dallegrave. Na Copa FGF, a equipe não compareceu em campo para um jogo contra o Milan, de Júlio de Castilhos, válido pela 13ª rodada. Em virtude da ausência, o clube foi afastado da competição, perdendo todos os pontos e tendo seus jogos anulados, permanecendo licenciado até hoje.